# Якоб Расмуссен
Якоб Расмуссен (дан. Jacob Rasmussen, нар. 28 травня 1997, Оденсе) — данський футболіст, захисник австрійського клубу «Зальцбург».
Виступав за молодіжну збірну Данії.

## Клубна кар'єра
Народився 28 травня 1997 року в місті Оденсе. Розпочав займатись футболом на батьківщині в клубах «Несбю» та «Оденсе». У 2014 році його помітили скаути німецького «Шальке 04» і запросили в команду. Після двох сезонів в академії кобальтових у червні 2016 року він був проданий в «Санкт-Паулі», де став грати за дублерів.
На початку 2017 року Расмуссен перейшов до Норвезького «Русенборга». 29 березня у матчі на Суперкубок Норвегії проти «Бранна» Якоб дебютував за основний склад. 5 квітня в матчі проти «Саннефіорда» він дебютував у Тіппелізі. У своєму першому сезоні в команді він став чемпіоном країни, а також двічі, у 2017 та 2018 роках, здобував Суперкубок Норвегії.
5 липня 2018 року Расмуссен перейшов в італійське «Емполі», підписавши з командою чотирирічний контракт, але вже у січні наступного року гравця придбала «Фіорентина», втім залишила в «Емполі» до кінця сезону. Зігравши за цб команду 14 ігор, данець не зумів врятувати її від вильоту з Серії А.
Провівши другу половину 2019 року у складі «фіалок», на початку 2020 року був відданий в оренду до німецького друголігового «Ерцгебірге Ауе», а влітку того ж року — до «Вітесса» з першості нідерландів.
14 липня 2023 року повернувся на батьківщину, підписавши контракт на чотири роки зі столичним клубом «Брондбю».

## Виступи за збірні
2012 року дебютував у складі юнацької збірної Данії, взяв участь у 31 іграх на юнацькому рівні, відзначившись одним забитим голом.
З 2017 року залучався до складу молодіжної збірної Данії. У її складі поїхав на молодіжний чемпіонат Європи 2017 року у Польщі, а через два роки поїхав і на молодіжний чемпіонат Європи 2019 року в Італії, втім на обох турнірах данці не зуміли вийти з групи.

## Статистика виступів

### Статистика клубних виступів
Станом на 2 січня 2020
| Сезон                 | Клуб                  | Чемпіонат             | Чемпіонат | Чемпіонат | Національний кубок | Національний кубок | Національний кубок | Континентальні кубки | Континентальні кубки | Континентальні кубки | Суперкубки | Суперкубки | Суперкубки | Усього | Усього |
| Сезон                 | Клуб                  | Ліга                  | Ігор      | Голів     | Ліга               | Ігор               | Голів              | Ліга                 | Ігор                 | Голів                | Ліга       | Ігор       | Голів      | Ігор   | Голів  |
| --------------------- | --------------------- | --------------------- | --------- | --------- | ------------------ | ------------------ | ------------------ | -------------------- | -------------------- | -------------------- | ---------- | ---------- | ---------- | ------ | ------ |
| 2016–17               | «Санкт-Паулі ІІ»      | РЛ                    | 17        | 1         | -                  | -                  | -                  | -                    | -                    | -                    | -          | -          | -          | 17     | 1      |
| 2017                  | «Русенборг»           | ЕС                    | 10        | 0         | КН                 | 2                  | 0                  | ЛЧ+ЛЄ                | 0+5                  | 0                    | СН         | 1          | 0          | 18     | 0      |
| 2018                  | «Русенборг»           | ЕС                    | 10        | 0         | КН                 | 4                  | 0                  | ЛЧ                   | -                    | -                    | СН         | 1          | 0          | 15     | 0      |
| Усього за «Русенборг» | Усього за «Русенборг» | Усього за «Русенборг» | 20        | 0         |                    | 6                  | 0                  |                      | 5                    | 0                    |            | 2          | 0          | 33     | 0      |
| 2018–19               | «Емполі»              | A                     | 14        | 0         | КІ                 | 1                  | 0                  | -                    | -                    | -                    | -          | -          | -          | 15     | 0      |
| 2019–20               | «Фіорентина»          | A                     | 0         | 0         | КІ                 | 0                  | 0                  | -                    | -                    | -                    | -          | -          | -          | 0      | 0      |
| Усього за кар'єру     | Усього за кар'єру     | Усього за кар'єру     | 51        | 1         |                    | 9                  | 0                  |                      | 5                    | 0                    |            | 2          | 0          | 65     | 1      |

## Титули і досягнення
- Чемпіон Норвегії (1):

«Русенборг»: 2017
- Володар Суперкубка Норвегії (2):

«Русенборг»: 2017, 2018
- Чемпіон Нідерландів (1):

«Феєнорд»: 2022-23